# 稚暉公園
稚暉公園是金門縣金城鎮水頭附近的一座公園，於吳稚暉海葬當年建成。園內有一涼亭名喚「稚暉亭」，亭旁種植成群木麻黃、二葉松為林，亭中央立有蔣中正所題「吳稚暉先生水葬紀念亭」碑。公園臨海處立有吳稚暉先生銅像。園區與水頭碼頭比鄰，可瞭望小金門、中國大陸及金烈水道等。:326

## 源起
吳稚暉於1953年10月30日病逝臺北，臨終時囑咐海葬於金門海域。同年12月1日，蔣經國以中國國民黨中央委員身分護送吳的骨灰海葬於金門水頭灣，並在1963年於水頭村郊修建稚暉公園，金門縣政府每年於吳稚暉冥誕紀念日在此舉行公祭予以追懷。

## 外部連結
- 吳稚暉紀念公園 （页面存档备份，存于）